# Ústí na Labi
Ústí na Labi (češki: Ústí nad Labem; njem. Aussig an der Elbe) grad je na sjeverozapadu Češke s 93.859 stanovnika. Nalazi se ispod Rudne gore na ušću rijeke Bíline u Labu te je značajna riječna luka i željezničko i cestovno čvorište. Grad je osnovan u 13. st., iako je i prije na tom mjestu bio centar trgovine. Prije 2. svj. rata je većinsko stanovništvo bilo njemačko, te je Münchenskim sporazumom 1938. grad pripojen Njemačkoj. Nijemci su nakon 2. svj. rata protjerani.
Danas je grad značajan industrijski centar. Razvijena je kemijska, tekstilna i prehrambena industrija. U okolici postoje rudnici ugljena lignita. U gradu su značajne gotičke i barokne crkve (crkva Uznesenja Marijina i svetog Adalberta), u blizini je dvorac Velké Březno.